# Time-Sharing (Informatik)
Time-Sharing war der erste konzeptionelle Ansatz in der Computertechnologie, mehrere Benutzer an einem Computer gleichzeitig arbeiten zu lassen (Mehrbenutzersystem), indem sie sich die Rechenzeit des einzigen vorhandenen Prozessors teilten. Jedem einzelnen Benutzer erschien es dabei so, als hätte er die gesamten Ressourcen des Computers stets für sich allein zur Verfügung.
Es entsteht ein lokales Netz der Datenübertragung.
Heutzutage wird der Begriff Time-Sharing, wenn er überhaupt noch verwendet wird, häufig irrtümlich mit dem Multitasking gleichgesetzt. Auch wenn beide Konzepte das nebenläufige Arbeiten an einem Prozessor betreffen, so beruht
- das Multitasking auf einer Idee von Christopher Strachey und legt den Schwerpunkt auf die fast gleichzeitige Bearbeitung von Prozessen,
- während das Time-Sharing erstmals 1957 von Bob Bemer beschrieben und Ende 1957 von John McCarthy realisiert wurde und dabei den konzeptionellen Schwerpunkt auf die gleichzeitige Bedienung vieler Benutzer legt.

Das eigentliche Neue aus der Sicht des Benutzers war der Zugriff auf den Computer über Terminals. Der Benutzer konnte damit erstmals interaktiv das Rechenverhalten des Computers beeinflussen und musste nicht auf die sequentielle Abarbeitung von Dateien warten.
Die ersten verwendeten Betriebssysteme mit Time-Sharing waren:
- Compatible Time-Sharing System (CTSS)
- Incompatible Timesharing System (ITS)
- Multics
- Dartmouth Time Sharing System (DTSS)

Die Realisierung des Time-Sharing erfolgt, indem die Ausführungszeit in kleine Bereiche zerlegt wird, welche Zeitscheiben genannt werden. Nach bestimmten Vorschriften (Schedule) werden den Programmen (Prozessen) diese Zeitscheiben zugeteilt. Somit kann ein Programm für die Dauer der Zeitscheibe seine Aufgaben ausführen.